# Chapelle Notre-Dame-de-Pitié de Boqueho
Pour les articles homonymes, voir Chapelle Notre-Dame-de-Pitié.
La chapelle Notre-Dame-de-Pitié est un édifice en granite situé à Boqueho, en France.  

## Localisation
La chapelle est située sur le territoire de la commune de Boqueho, dans le département des Côtes-d'Armor dans la région Bretagne en France, est une chapelle du XVIe siècle.

## Description
La chapelle est composée d'une nef sur laquelle s'ouvre, au nord, une chapelle seigneuriale portant la date de 1486. Le rez-de-chaussée du clocher, surmonté d'une flèche, sert de porche à l'édifice. Les façades latérales ont conservé des fenêtres garnies de réseaux de pierre flamboyants, une petite rose et deux portails à accolade et pinacles.

## Mobilier
- Gisant d'un seigneur de Liscoët, vers 1400 (monument historique)
- Groupe sculpté Pietà du XVe siècle (monument historique)
- Groupe sculpté de l'Annonciation du XVIIe siècle (monument historique)
- Statue saint Yves du XVIIe siècle (monument historique)

## Historique
La chapelle date du XVIe siècle, elle est classée monument historique depuis le 18 mai 1946.

## Galerie

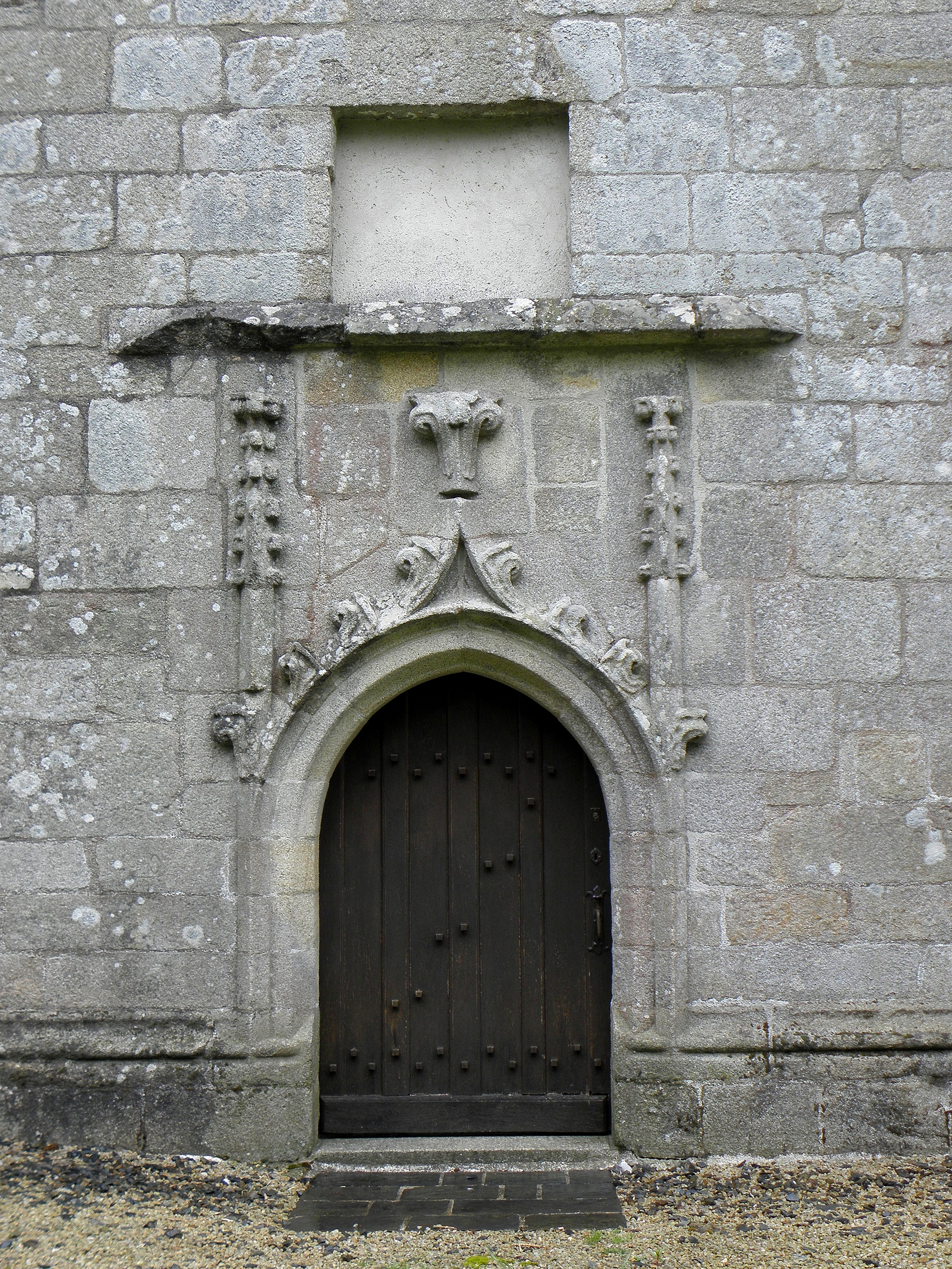
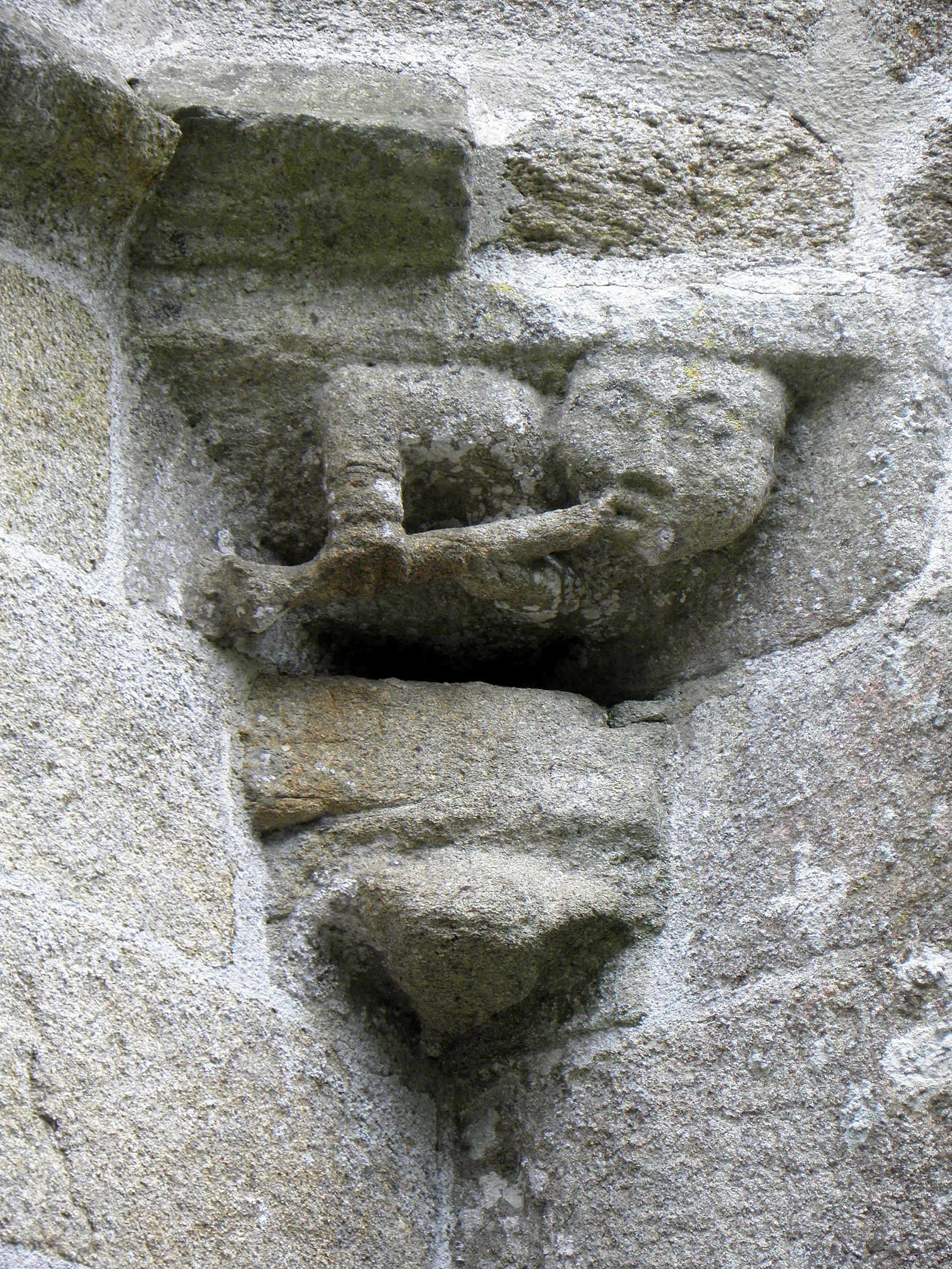
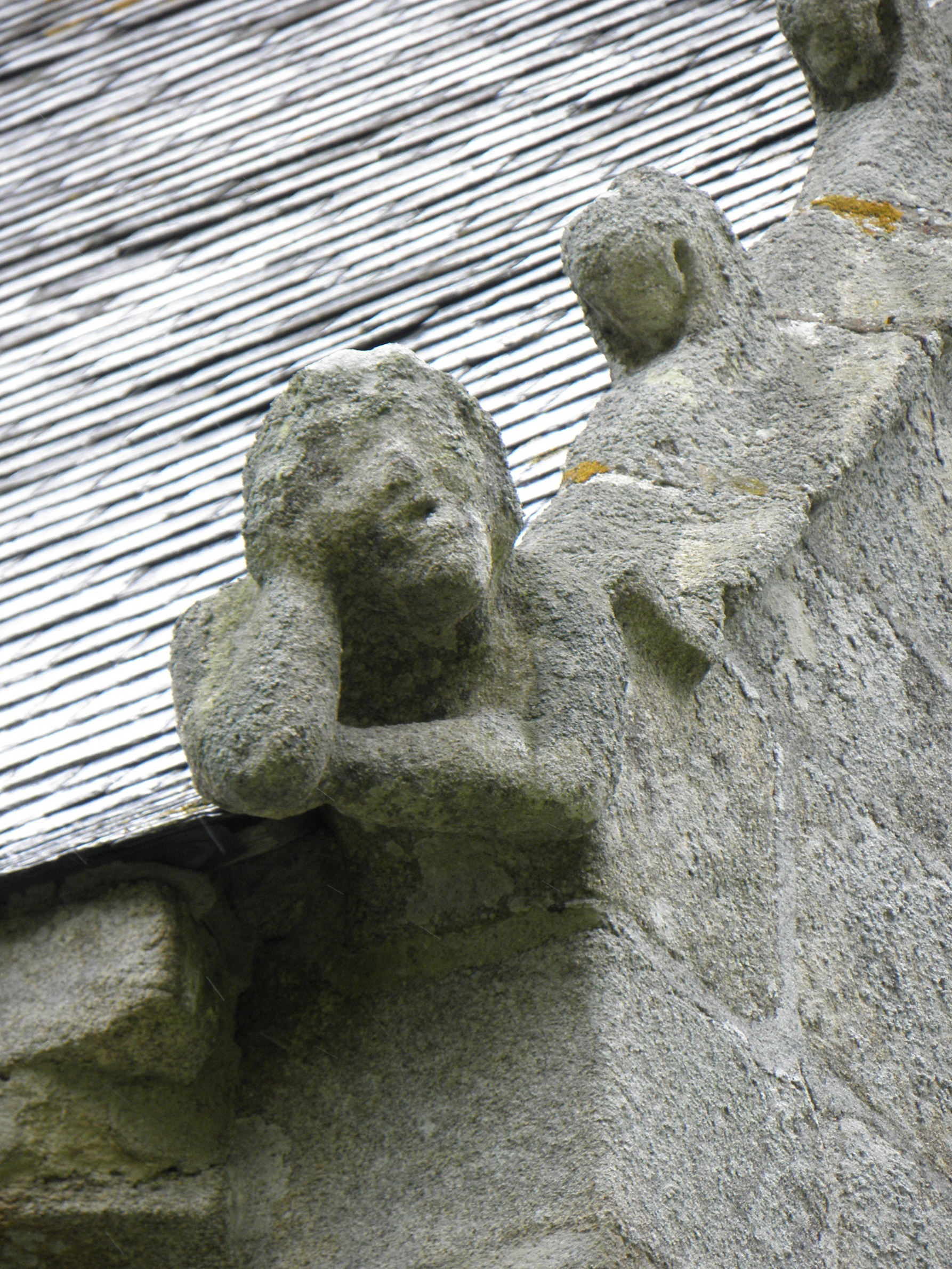
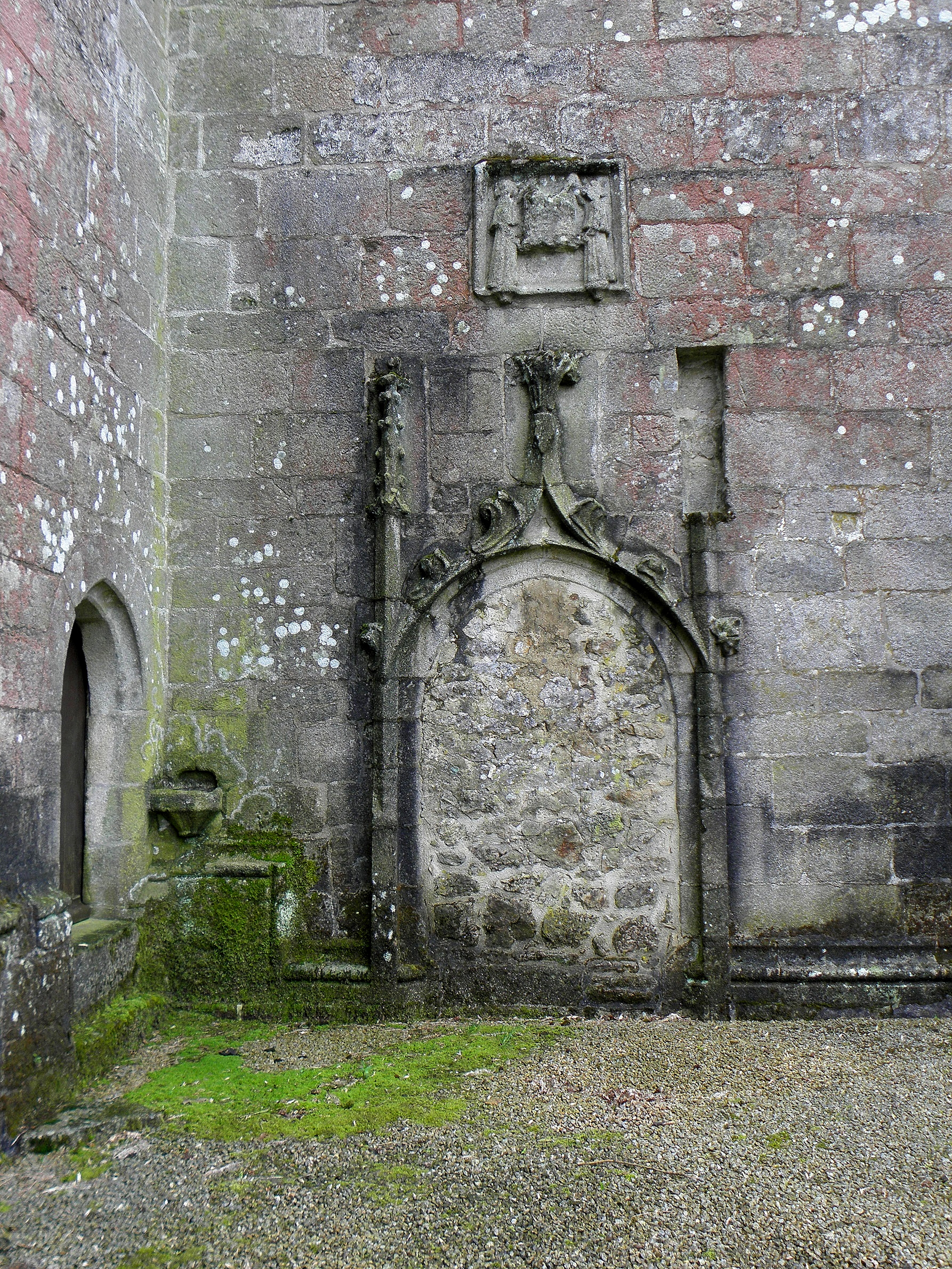